# Scapteriscus tibiodentalis
Scapteriscus tibiodentalis är en insektsart som beskrevs av Nickle 2003. Scapteriscus tibiodentalis ingår i släktet Scapteriscus och familjen mullvadssyrsor. Inga underarter finns listade i Catalogue of Life.